# André Graindorge
Pour les articles homonymes, voir Graindorge.
André Graindorge, né en 1616 à Caen, où il est mort le 13 janvier 1676, est un philosophe français.

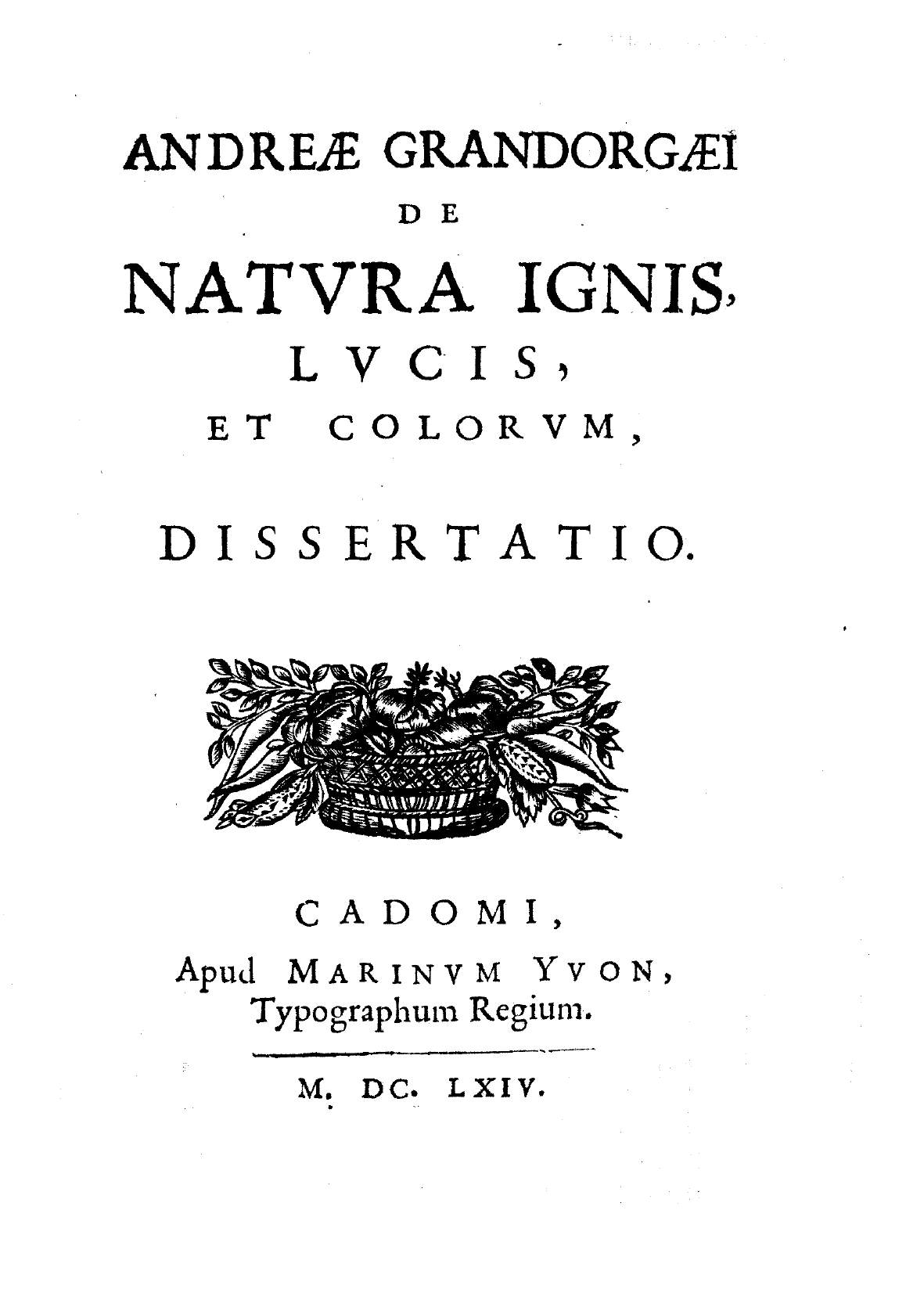
De natura ignis, lucis et colorum dissertatio, 1664

## Biographie
Graindorge avait étudié la médecine à la faculté de Montpellier, et y avait pris le degré de docteur. L’archevêque de Narbonne, Claude de Rebé, l’appela auprès de lui pour y exercer avec la plus grande distinction cette profession dans cette ville où il demeura environ vingt années. Il entra fort profondément dans l’étude de la philosophie, où suivit les principes d’Épicure et de Pierre Gassendi, et principalement dans celle de la physique.
Revenu à Caen au sein de sa famille à la mort de son frère, rapporta avec lui à Caen la collection de médailles que son gout pour les antiquités lui avait fait rassembler durant son séjour dans le Midi. Il fut au nombre des grands amis de son compatriote, l’érudit Pierre-Daniel Huet, qui lui dédia son traité De interprétatione et qui l’a beaucoup loué dans ses Mémoires. Il en parle également avec beaucoup d’éloge dans ses Origines de Caen, seconde édition, et dans son Commentarius de Rebus ad eum pertinentibus, en plusieurs endroits. Graindorge avait composé plusieurs ouvrages en latin, des principes de la génération ; de la nature de la lumière et des couleurs, la balance de l’air, de l’origine des formes. Les deux premiers ont été imprimés, celui de la nature du feu, de la lumière et des couleurs, a paru à Caen en 1664, in-4°.
En 1662, Graindorge, qui s’intéressait particulièrement à l’expérimentation et à l’étude des relations entre la théorie et la philosophie et qui regrettait, de concert avec son ami Huet, qui était son  collègue à l’Académie des sciences, arts et belles-lettres de Caen qu’en en dépit de son nom officiel, on n’y débattît surtout que de philosophie et de littérature, décidèrent de fonder l’Académie de physique de Caen. Le sujet d’intérêt scientifique de Graindorge fut également la cause de la fin de cette Académie en 1672, lorsqu’au début de cette année, Graindorge lui assigna comme projet une étude de la macreuse visant à réfuter la théorie selon laquelle cet oiseau provenait des bernacles des navires. Graindorge travailla personnellement sur le projet, en rédigeant les conclusions pour les confier à Chamillart qui les soumit à l’Académie royale et la cour. Comme la croyance sur l’origine de la macreuse avait les faveurs de l’Église pour qui la théorie de la génération spontanée prouvait la véracité de l’Immaculée Conception, les conclusions de Graindorge furent rejetées et la Cour décida, en conséquence, de cesser de financer l’Académie qui, à court de fonds, fut acculée à la dissolution fin 1672. Il faudra attendre 1680, soit quatre ans après la mort de Graindorge, pour que son traité intitulé De l’origine des macreuses, soit édité à Caen par Thomas Malouin.
Le poète et critique littéraire Jean Chapelain avait également la plus vive admiration pour lui. Le 6 septembre 1664, il s’adresse à lui en ces termes au sujet de son Traité de la nature du feu, de la lumière et des couleurs : « Monsieur, après ce que M. Huet me fit voir de vous il y a trois ans de si beau et de si sçavant sur une matière si difficile, ce n’estoit pas à vous à rechercher mon amitié, mais à moy à essayer de mériter la vostre… J’ay grande impatience que l’ouvrage dont vous me voulés gratifier m’ait esté rendu par M. Fléchier pour y admirer les lumières que vous avés eues sur le sujet de la lumière et des couleurs et y voir ce que vous y avés descouvert de nouveau après tant d’autheurs anciens et nouveaux qui en ont fait la matière de leurs veilles… J’espere de rencontrer en vos escrits des images de la candeur et de la solidité de ceux du sage et habile Mr Gassendi, mon ami intime, et qui de tous les modernes m’a paru dans nos familiers et libres entretiens estre le seul qui a traitté la philosophie de bonne foy et sans ambition par la seule passion de connoistre et de faire connoistre la nature et la vérité qu’il a toute sa vie cherchée dans le mystérieux puis du grand Démocrite et avec le succès que le monde équitable a pu voir. Je vous en parle en ces termes un peu estendus parce que Mr. de Brieux me mande que vous goustés sa doctrine et que vos sentimens ne sont pas éloignés des siens. »
Guy Patin pensait également le plus grand bien de lui. Dans une lettre à Falconet du 8 novembre 1658, il dit, au sujet du traité de Graindorge sur le fœtus (Narbonne, 1658, in-8°) : « Il est homme curieux et spirituel : aussi est-il du pays de sapience. »
Pendant la dernière année de sa vie, Graindorge tombait toutes les nuits dans une espèce de délire assez singulier : on l’entendait parler à haute voix et s’entretenir avec lui-même pendant un temps considérable. Ses domestiques éveillés par ce bruit, accouraient à lui la lumière à la main; et lorsqu’ils lui demandaient ce qu’il souhaitait, il souriait sans s’éveiller, répondait à leurs questions, leur en faisait lui-même qui venaient à propos, et demeurait toujours endormi. Ce trouble cessait au réveil, et il agissait alors en homme raisonnable. La fièvre qui le consumait intérieurement, parut enfin au dehors et l’emporta. Graindorge avait également un frère, né en 1614 à Caen, mort en 1659, archéologue distingué, prénommé Jacques, qui était son ainé et sieur de Prémont.

## Publications
- (la) De natura ignis, lucis et colorum dissertatio, Caen, Marin Yvon, 1664 (lire en ligne)
- De l’origine des macreuses, 1680, in-8°.Buchoz a réédité cet ouvrage rare et curieux, avec le Traité de l’Adianton de Pierre Formi, sous le titre de Traités très-rares concernant l’histoire naturelle, Paris, 1780, in-12.
- Animadversio in fictitiam Figuli exercitationem de principiis fœtus, Narbonne, 1658, in-8.Cet ouvrage attaque l’écrit Figuli exercitationem de principiis fœtus publié l’année précédente par Raymond Restaurand sous le pseudonyme de « Figulus ».